# 平川市立柏木小学校
平川市立柏木小学校（ひらかわしりつ かしわぎしょうがっこう）は、青森県平川市柏木町にある公立小学校である。

## 概要
平川市の中心部から約1kmほど行った、柏木町地区にある。

### 児童数
Gaccom - 平川市立柏木小学校の記載より（2015年現在）。
| 学年 | 1年 | 2年 | 3年 | 4年 | 5年 | 6年 | 特別支援 | 合計 |
| ---- | --- | --- | --- | --- | --- | --- | -------- | ---- |
| 学級 | 1   | 1   | 1   | 1   | 1   | 1   | 1        | 2    |
| 児童 | 25  | 27  | 32  | 16  | 33  | 24  | 4        | 151  |

## 沿革
- 1804年（文化元年） 〜 1834年（天保5年） - 寺子屋・滝川塾として開かれる[1]。
- 1846年（弘化3年） 〜 1873年（明治6年） - 寺子屋・伊藤塾として開かれる。
- 1874年（明治7年）3月15日 - 柏木町小学を設立。
- 1877年（明治10年）
  - 4月 - 堀越村の一民家を購入し、東田248番3号に校舎として、改修。
  - 秋 - 台風襲来により、体操場と屋舎の一部が損壊。6年生児童と一部の生徒は、柏木町公会堂に移転して、授業を行った。
- 1887年（明治20年）4月 - 小学校令により、柏木町尋常小学校と改称。東田248番5号に移転。
- 1894年（明治27年）7月 - 柳田92番2号に移転。
- 1898年（明治31年）4月 - 四ヶ年の高等科を併置し、柏木町尋常高等小学校と改称。
- 1901年（明治34年）10月31日 - 高等科廃止により、柏木町尋常小学校に戻る。
- 1909年（明治42年）4月 - 校舎新築。
- 1941年（昭和16年）4月1日 - 国民学校令により、柏木国民学校と改称。
- 1945年（昭和20年）4月 - 柏木町尋常小学校に改称する（初等科12、高等科2）。
- 1947年（昭和22年）4月1日 - 学校教育法により、柏木町立柏木小学校と改称。
- 1954年（昭和29年）4月 - 創立80周年記念式典を挙行し、校旗樹立・校歌制定。
- 1955年（昭和30年）
  - 3月1日 - 町村合併により、平賀町立柏木小学校と改称。
  - 6月 - 校舎改築（第一期工事）完成。
- 1957年（昭和32年）
  - 5月31日 - 校舎改築（第二・第三期工事）完成。
  - 日付不明 - 校舎増築。
- 1966年（昭和41年）
  - 日付不明 - 学校給食開始。
  - 12月 - 屋内体操場新築。
- 1970年（昭和45年）7月 - プール竣工。
- 1974年（昭和49年）3月 - 創立百周年記念式典挙行。
- 1975年（昭和50年）6月 - 校舎東側にスキー山造成。
- 1977年（昭和52年） - 理科室新築。
- 1979年（昭和54年） - 国旗掲揚台建立。
- 1983年（昭和58年） - 西非常階段設置。
- 1984年（昭和59年） - プール男女更衣室新設。
- 1989年（平成元年） - 小水道よりプール給水開始。
- 1991年（平成3年）10月 - 9月28日に青森県を通過した台風19号による被害補修。
- 1993年（平成5年） - 特殊学級廃止。
- 1994年（平成6年） - 校舎改築工事起工。
- 1995年（平成7年）
  - 3月 - 校舎改築工事竣工。
  - 5月 - 旧校舎解体終了。
- 2003年（平成15年）
  - 2月20日 - 大規模改造事業による校舎本体改修工事完了。
  - 日付不明 - 平賀町温水プール完成により、校内プールを閉鎖。
- 2005年（平成17年） - 創立130周年記念式典挙行。
- 2006年（平成18年）1月1日 - 町村合併により、平川市立柏木小学校と改称。
- 2008年（平成20年）
  - 日付不明 - 特別支援学級（さわらっこ学級）開設。
  - 11月 - （財）加藤山崎教育基金より、ブランコ座板8座および歩くスキーセット40組の寄贈を受ける。
- 2009年（平成21年）
  - 日付不明 - コンピューター室のコンピューターとプリンタ入替える。
  - 8月 - プールを解体し、整地。
- 2010年（平成22年） - テレビ受像機の地上デジタル化。
- 2011年（平成23年）3月 - 太陽光発電パネル設置。
- 2012年（平成24年） 
  - 日付不明  - 『さんたりの鐘』研磨・補修。
  - 日付不明  - 防災機材搬入（体育用具室）。
- 2013年（平成25年） - 南校舎に洋式トイレ設置。
- 2014年（平成26年） - 創立140を迎えた事から、記念行事が行われた。
  - 5月 - はけじょこ大会。
  - 11月 - 学習発表会。
- 2015年（平成27年）
  - 1月 - ふれあいデー（創立140周年記念行事）開催。
  - 3月 - 太陽光発電設備蓄電池整備完了。
  - 8月 - 非構造部材落下防止対策完了。

### 参考リンク
- 歴史ある柏木小学校（沿革概要） - 平川市立柏木小学校
- 平川市の小学校 - 平川市ホームページ内

## 部活動

### 運動部
- 野球部
- ソフトボール部
- 卓球部

## 学区
石郷、柏木町、向陽、藤野。

## 周辺
- 青森県道13号大鰐浪岡線[2]
- 弘南鉄道弘南線平賀駅[2]
- 特別養護老人ホーム緑青園[2]
- あずまデンタルクリニック

## アクセス
- 平川市循環バス岩館・大坊線で、「柏木小学校前」バス停下車。ただし、岩館・大坊線は、日曜・祝日は、運休となる。
- 弘南鉄道弘南線平賀駅から、
  - 約1.3km、徒歩17分・自動車2分。
  - 上述の「平川市循環バス」で、6分。ただし、片方向運行のため、駅方面は徒歩移動が早い[3]。
- 平川市役所（旧:平賀町役場）から、約1.3km、徒歩17分・自動車で2分。
- 東北自動車道大鰐弘前ICから、自動車で、約4.1km・9分。

## 参考資料
- 『平賀町史』（平賀町・1985年3月1日発行）
  - 上巻986頁～995頁「第五編 教育 第三章 学校教育 第二節 小学校 1 柏木小学校」
  - 下巻1273頁～1327頁「平賀町誌年表」
- 『青森県教育史 別巻』（青森県教育委員会・1973年12月20日発行）「学校沿革 小学校 柏木小学校」